# Odonatoidé
Odonatoidea
Super-ordre
Synonymes
- Campylopterodea Rohdendorf, 1962[1]
- super-ordre Odonatoptera Martynov, 1932 (préféré par BioLib)[1]

Les Odonatoidés (Odonatoidea) sont un super-ordre d'insectes, de la sous-classe des Ptérygotes, section des Paléoptères.
Synonyme selon certains auteurs de Odonatoptera.

## Liste des ordres
Selon BioLib (26 mai 2019) :
- ordre Geroptera Brodsky, 1994 †
- ordre Meganisoptera Martynov, 1932 †
- ordre Odonata Fabricius, 1793